# نوک‌سربالای پرویی
نوک‌سربالای پرویی (نام علمی: Syndactyla ucayalae) یک گونه نزدیک تهدید از پرندگان در زیرتیرهٔ Furnariinae از تیرهٔ تنورمرغان (Furnariidae) است. در بولیوی، برزیل و پرو یافت می‌شود.